# Morceaux de salon de Rachmaninov
Les Morceaux de salon (russe : Салонные Пьесы, Salonnyye Pyesy), Op. 10, est une suite de pièces pour piano seul composée par le compositeur russe Sergueï Rachmaninov en 1894. Ils furent écrits de décembre 1893 à janvier 1894. La première exécution des quatre dernières pièces eut lieu le 31 janvier 1894 à Moscou par le compositeur lui-même.

## Pièces

### Nocturneen La mineur
(Ноктюрн, Noctyurn)

### Valseen La majeur
(Вальс, Vals)

### Barcarolleen Sol mineur
(Баркарола, Barkarola)

### Mélodieen Mi mineur
(Мелодия, Melodiya)

### Humoresque  en Sol majeur
(Юмореска, Yumoreska)
Composée en 1894 puis révisée en 1940, Rachmaninov fit un enregistrement des deux versions : la première sur rouleaux en avril 1920, la deuxième sur phonographe en 1940.

### Romanceen Fa mineur
(Романс, Romans)

### Mazurkaen Ré bémol majeur
(Мазурка, Mazurka)